# Reykjavík
Reykjavík ( /ˈreiːcaˌviːk/ (?·pàg.)«Badia del fum» en islandès) és la capital i major ciutat d'Islàndia i és la capital d'estat més septentrional del món. Situada al sud-oest de l'illa, a la badia de Faxaflói, té una població de 121.230 hab. habitants (2014), que pugen a 200.000 a l'aglomeració urbana, la qual inclou les localitats de Kópavogur, Hafnarfjörður, Garðabær, Mosfellsbær, Seltjarnarnes i Kjósarhreppur.
A 50 km al sud per la costa hi ha Keflavík, que és on està situat l'Aeroport Internacional de Keflavík. Atès que la seva latitud és 64° 08′ N, prop del cercle polar àrtic (66° 33′ N), la ciutat rep només quatre hores de llum solar al dia durant l'hivern, i durant l'estiu la major part de la nit està il·luminada com el dia. És una de les ciutats més netes, verdes i segures del món.
El primer assentament noruec al lloc de l'actual ciutat data del 870, però no va passar de ser un lloc rural fins al 1786, que es considera l'any de fundació de la ciutat.

## Història

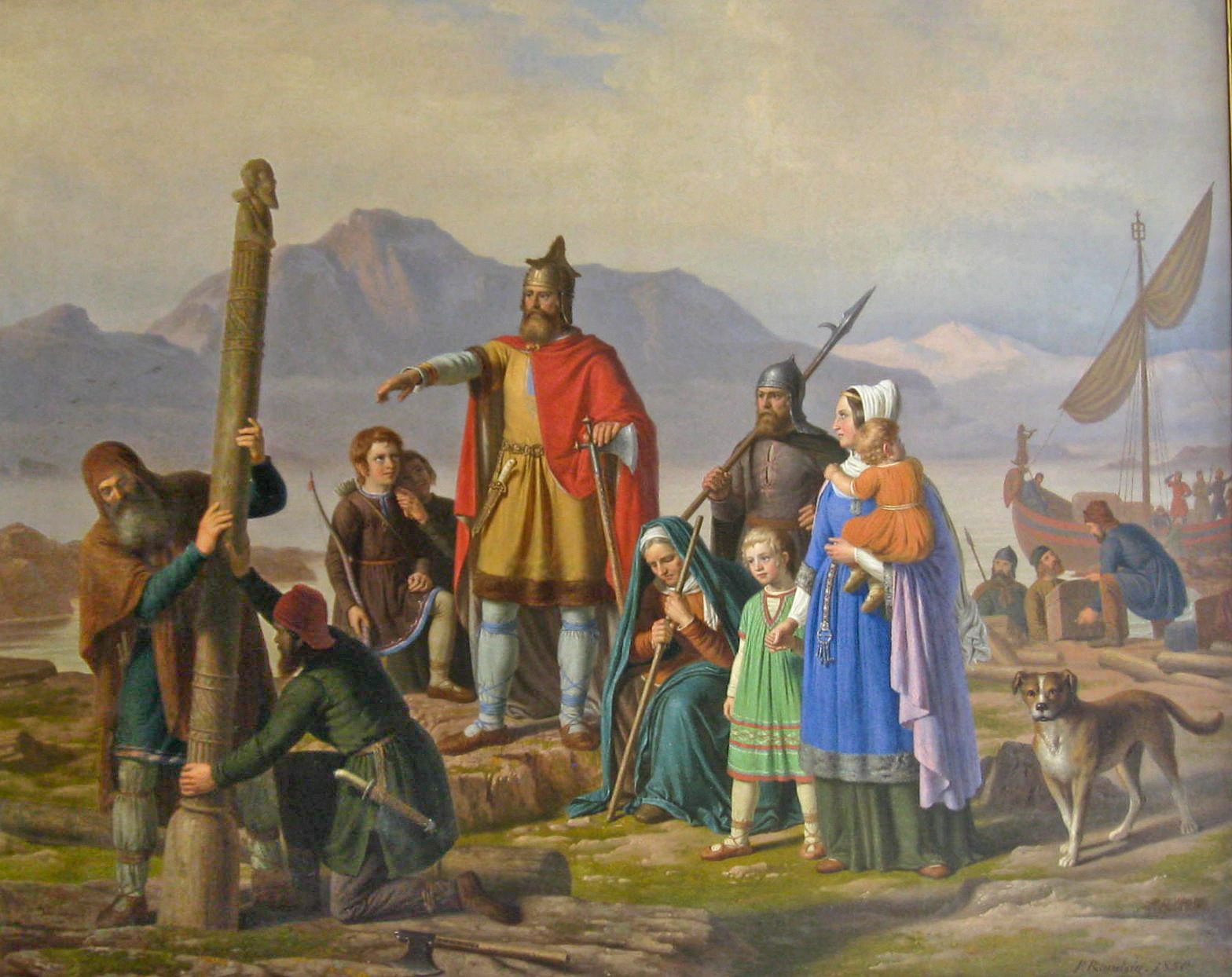
Pintura d'Ingólfur Arnarson en el moment que s'estableix la ciutat.

### Assentament
Es creu que per la zona de Reykjavík es fundà el primer assentament de noruecs, liderats per l'Ingólfur Arnarson fins al 870, segons es registra en el Llibre de l'Assentament (Landnámabók). A causa del vapor de les nombroses fonts termals, la ciutat va rebre el nom de Reykjavík, que en islandès vol dir ‘badia fumejant’.

### Industrialització
Reykjavík no és mencionat en cap font medieval, sinó com una terra rural. No obstant això, durant el segle xviii començà la industrialització, i per tant, el creixement urbà. Els governants de Dinamarca donaren suport a una indústria domèstica a Islàndia que ajudaria a portar el progrés tan esperat a l'illa. L'any 1752 el rei de Dinamarca donà a l'estat de Reykjavík la Corporació Innréttingar; el nom ve del danès (indretninger) que significa emprenedor.
Durant la dècada del 1750 es construïren diverses cases per albergar cotó, indústria que fou el major ocupador a Reykjavík. Altres manufactures de Innréttingar eren la pesca, l'extracció del sulfur, l'agricultura i la construcció de vaixells.

### Moviments de comerç
El 1786 l'assentament de 302 habitants es convertí en un municipi, la Corona Danesa abolí el seu monopoli comercial aquell mateix any i concedí a sis comunitats als voltants de la ciutat una ruta de comerç exclusiva. Reykjavík era una d'aquestes comunitats i era l'única en mantenir aquesta comunicació permanentment.
No obstant això, els drets comercials encara estaven limitats als assumptes de la Corona Danesa, i a mesura que els comerciants danesos dominaren el comerç islandès, els seus negocis s'expandiren. Després del 1880, el lliure comerç començà a escampar-se a tots els països i va anar creixent amb la influència dels mercats islandesos.

### Declaració com a capital d'Islàndia

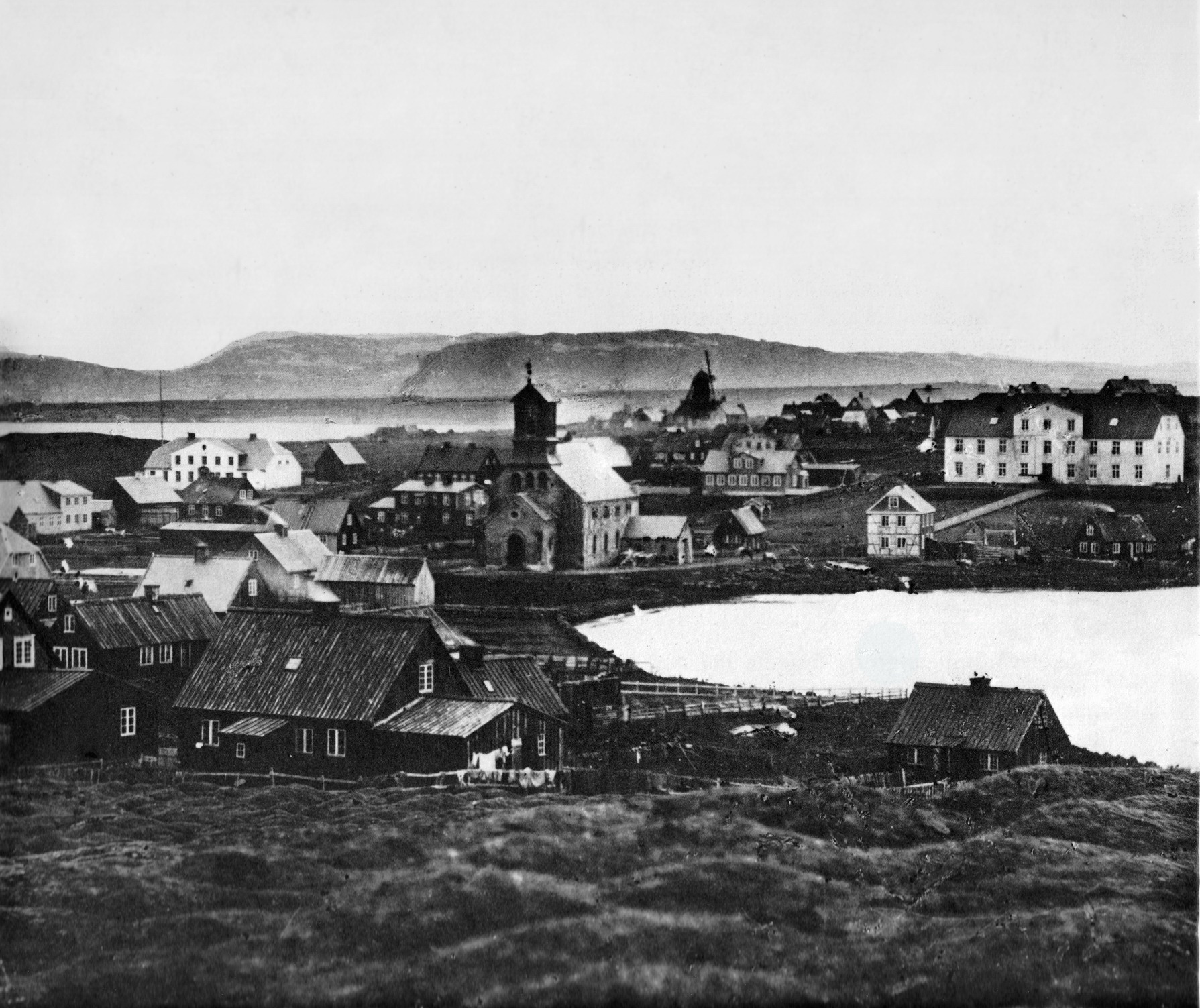
Reykjavík l'any 1860

El moviment nacionalista guanyà molta influència durant el segle xix, i les idees sobre la independència d'Islàndia van començar a escampar-se. Com que Reykjavík era l'única ciutat d'Islàndia, s'havia convertit en el punt de concentració d'aquestes idees. Els partits del moviments independentista sabien que Reykjavík havia de ser fort per aconseguir aquest objectiu. Els anys més importants de lluita a favor de la independència foren clau per a la ciutat.
El 1845, l'Alþingi, l'Assemblea General que els islandesos havien creat el 930 fou reoberta aquesta vegada a Reykjavík, després d'haver sigut suspesa diverses dècades anteriors a Þingvellir, la seva ubicació original. En aquells temps l'Alþingi compila les funcions d'una Assemblea Consultiva, que suggeria al rei les accions a prendre respecte a diferents temes del país. La ubicació d'Alþingi a Reykjavík va fer que la ciutat es convertís efectivament en la capital d'Islàndia.
El 1874 Islàndia va rebre la seva primera Constitució i amb ella l'Alþingi obtingué alguns poders legislatius limitats i en essència es convertí en la institució d'avui dia. El pas següent era el de passar el poder executiu a Islàndia, i això va aconseguir gràcies a la Casa de Govern el 1904 quant s'establí l'oficina del Primer Ministre a Reykjavík. El major pas a la independència fou donat l'1 de desembre de 1918 quan el país es convertí en estat sobirà de la Corona de Dinamarca.

### Ocupació i creació de la República

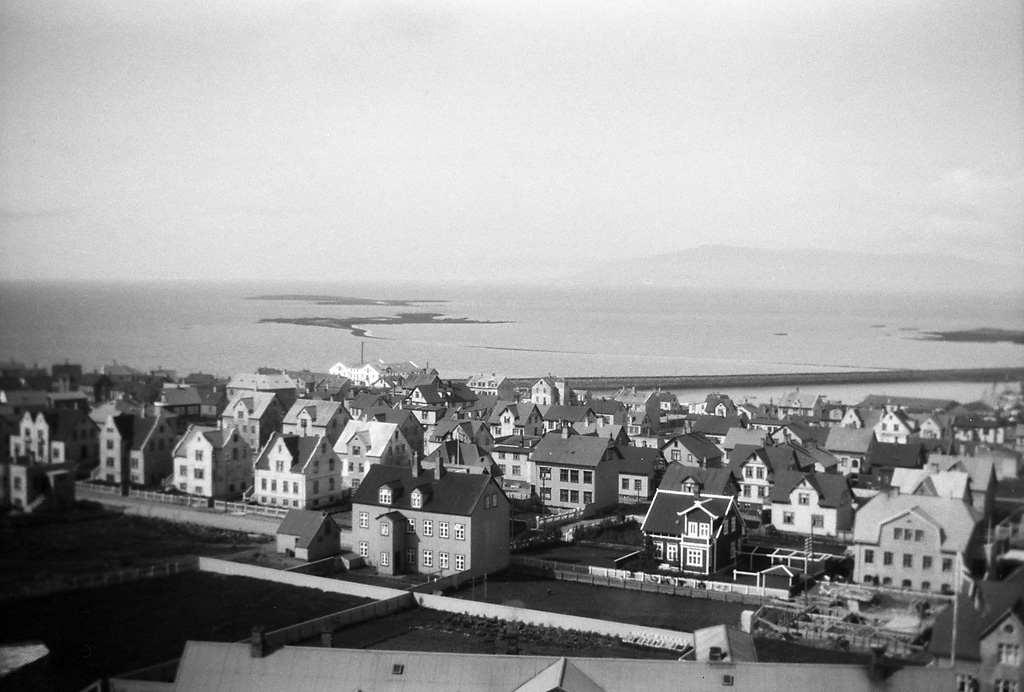
Reykjavík els anys 1930

En les dècades del 1920 i el 1930 la creixent indústria pesquera va sorgir de Reykjavík, sent el bacallà el principal producte de la indústria. No obstant això, a finals del 1929 la Gran Depressió copejà a la ciutat amb la desocupació i amb conflictes gremials, dels quals molts acabaren en violència.
El matí del 10 de maig del 1940, quatre cuirassats de guerra arribaren a Reykjavík i van ancorar al port. Poques hores després l'ocupació aïllada es completà sense violència. El govern islandès havia rebut de part del govern britànic el rebut per a l'ocupació, però aquesta sempre havia estat declinada, basant-se en la política neutral adoptada pel país. Durant els següents anys que quedaven de la Segona Guerra Mundial, els soldats britànics i posteriorment nord-americans construïren bases a Reykjavík. El nombre de soldats estrangers a Reykjavík era equivalent a la població actual de la ciutat.
Els efectes econòmics de l'ocupació foren molt positius per a la ciutat quant s'esvaïren els efectes de la Gran Depressió i la demanda augmentà com mai abans. Els britànics construïren l'aeroport de Reykjavík, que encara funciona, i els nord-americans construïren l'Aeroport Internacional de Keflavík, a uns 50 km de la capital.
El 17 de juny de l'any 1944 es fundà la República d'Islàndia, i un president escollit per vot popular assumí les funcions del monarca danès.

### Creixement de la postguerra
Durant els anys de postguerra, el creixement de Reykjavík es va enfortir. Un èxode de camperols va començar a poblar la ciutat principalment a causa de les millores en la tecnologia de l'agricultura que va reduir la força laboral d'aquell sector i a causa de l'explosió demogràfica provocada per les millors condicions de vida a Islàndia.
El grup de migració a Reykjavík estava format, principalment, per joves que van arribar a la ciutat per aconseguir el "Somni de Reykjavík" i amb el temps la capital es va convertir en la ciutat dels nens. La planificació urbana es va modificar de manera molt notable amb la construcció de complexos habitables en les zones dels suburbis.
El 1972, Reykjavík va ser la seu del campionat mundial d'escacs entre Bobby Fischer i Borís Spasski.

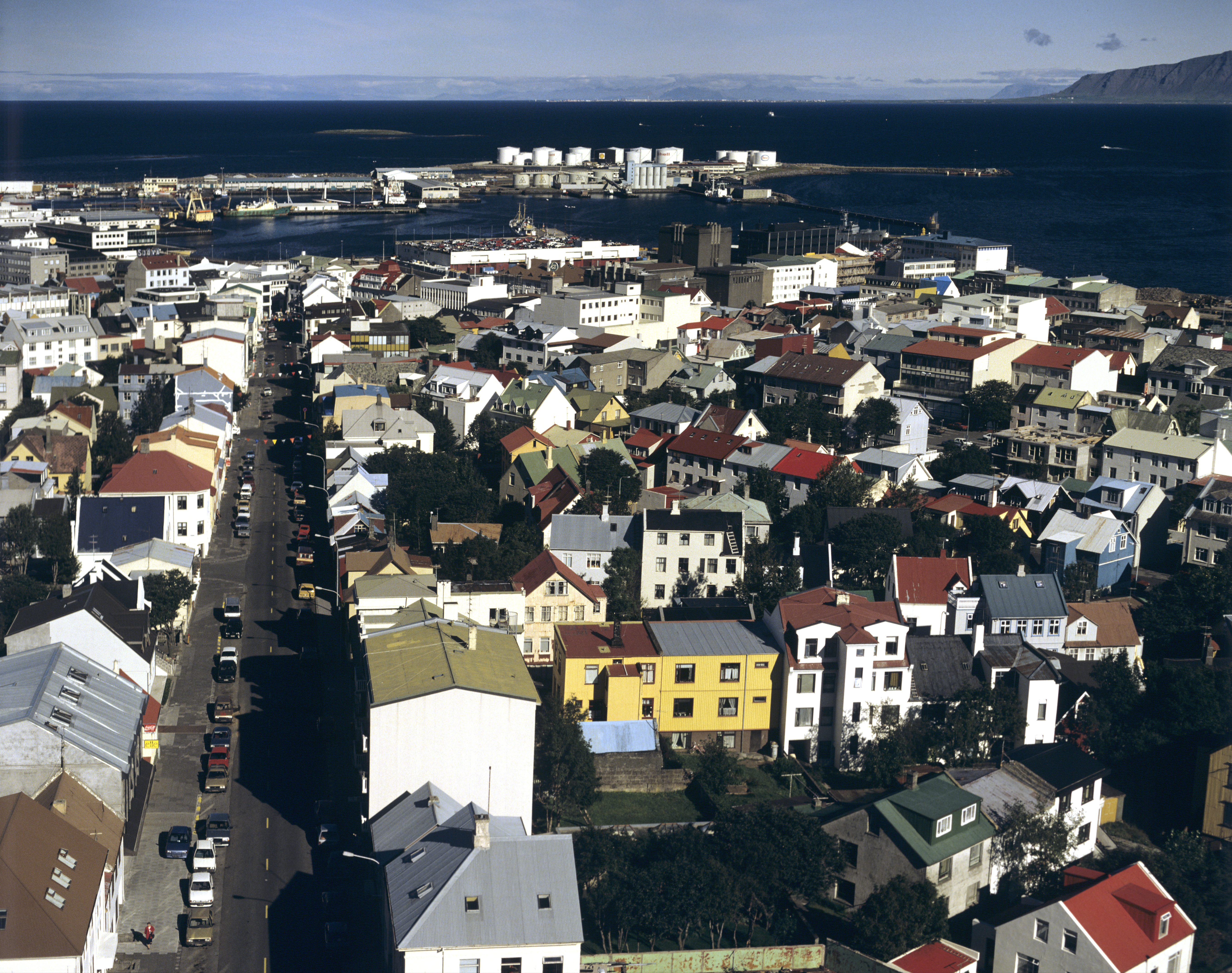
Reyjavík els anys 1970

### De la dècada del 1980 fins al segle XXI
En les últimes dues dècades, Reykjavík s'ha convertit en un centre important de la comunitat global. En 1986 va ser la seu de la cimera entre Ronald Reagan i Mikhaïl Gorbatxov, remarcant el nou estatus polític de Reykjavík. La desregulació del sector financer i la revolució informàtica han contribuït a una nova transformació de Reykjavík. El sector financer i la tecnologia de la informació són els principals ocupadors de la ciutat.
Reykjavík és el principal centre de la literatura i de la música d'Islàndia, i ha contribuït a la cultura amb famoses personalitats els escriptors Halldór Laxness i Arnaldur Indridason o la cantant Björk i la banda de rock Sigur Rós.
La ciutat va ser l'epicentre de les protestes de la crisi financera del 2008 i 2009. Al seu barri financer es troben les seus dels bancs Landsbanki, Glitnir i el Kaupthing.

## Geografia
Reykjavík està ubicada sobre el marge sud-est d'Islàndia, a la badia Faxaflói. L'àrea costanera de Reykjavík es caracteritza per la presència de penínsules, caps, estrets i petites illes. La major part de la ciutat de Reykjavík està ubicada sobre la península Seltjarnarnes, però els suburbis s'estenen al sud i est de la península.
Reykjavík és una ciutat dispersa; la major part de l'àrea urbana es presenta en la forma de suburbis de baixa densitat i les cases, però generalment es troben a distàncies espaioses.
Els veïnats residencials exteriors estan més espaiats i entre ells corren les principals arteries del tràfic i hi ha moltes espais buits amb petit valor estètic.
El riu més gran que travessa Reykjavík és l'Elliðaá, que no és navegable. La muntanya més alta de Reykjavík és el cim Esja, de 914 msnm, la qual es troba al districte septentrional de Kjalarnes, separat de la resta de la ciutat pel fiord Kollafjörður.

## Demografia

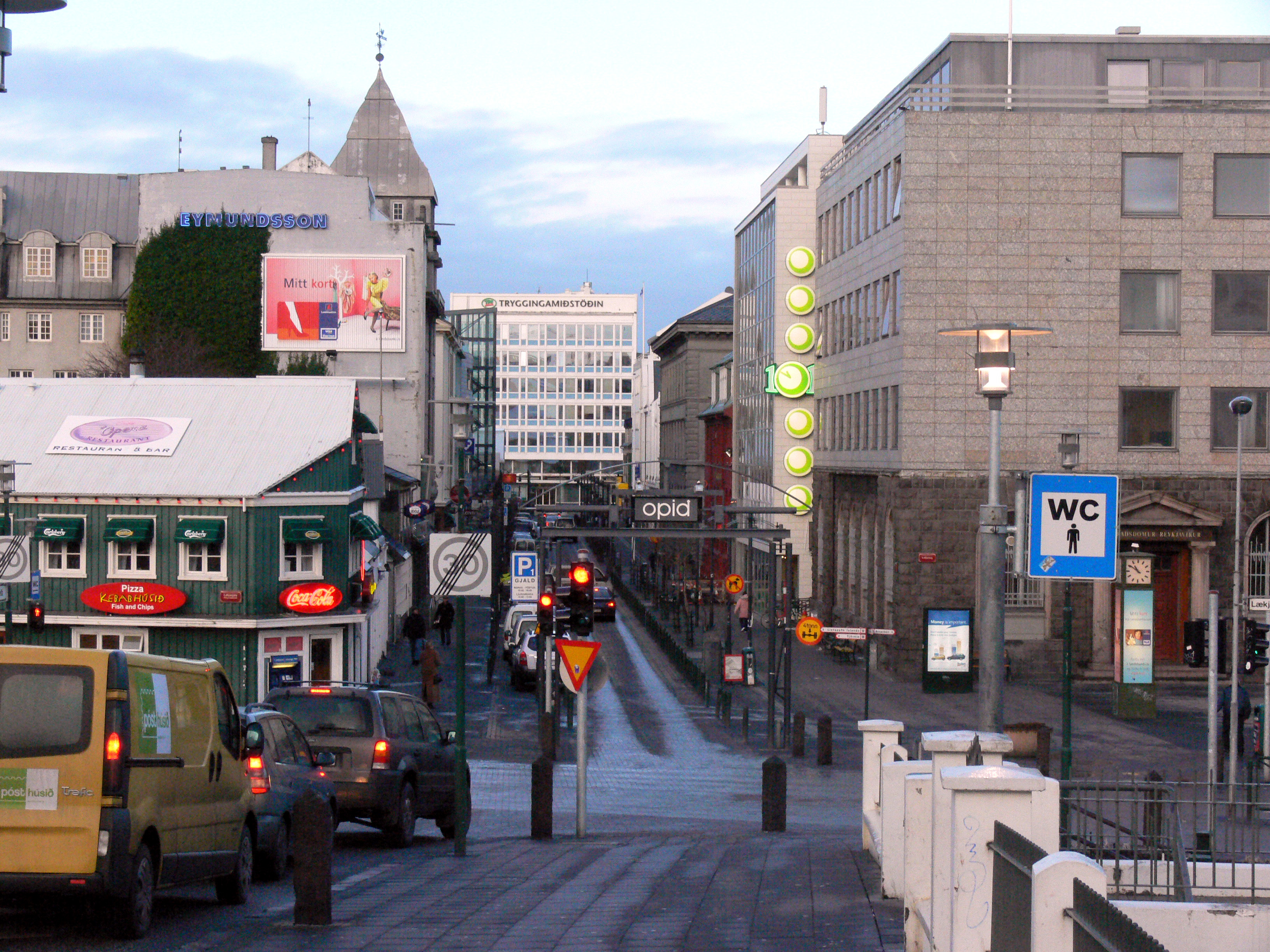
Austurstræti, un dels carrers del centre tradicional de Reykjavík, està situat al districte de Miðborg.

La població de Reykjavík l'any 2008 era de 119.848 habitants, dels quals 58.762 eren homes i 58.959 dones. La població combinada de l'àrea metropolitana de Reykjavík el 2008 era de 201.585 habitants. Cap altra ciutat islandesa supera els 50.000 habitants, i l'aglomeració metropolitana agrupa una mica més del 60% de la població total del país.
La ciutat és un gran centre multicultural que presenta un 9% de població estrangera amb més de cent nacionalitats diferents. A la ciutat arriben centenars de turistes, estudiants i altres residents temporals, que poden ser més nombrosos que els natius al centre de la ciutat. L'àrea metropolitana de Reykjavík està formada pels sis municipis de Kjósarhreppur (2.361 habitants), Garðabær (9.913), Hafnarfjörður (24.839), Kópavogur (28.561), Mosfellsbær (8.147) i Seltjarnarnes (4.428).
La ciutat està formada pels districtes de Vesturbær, Miðborg, Hlíðar, Laugardalur, Háaleiti, Breiðholt, Árbær, Grafarvogur, Kjalarnes, Grafarholt i Úlfarsárdalur.

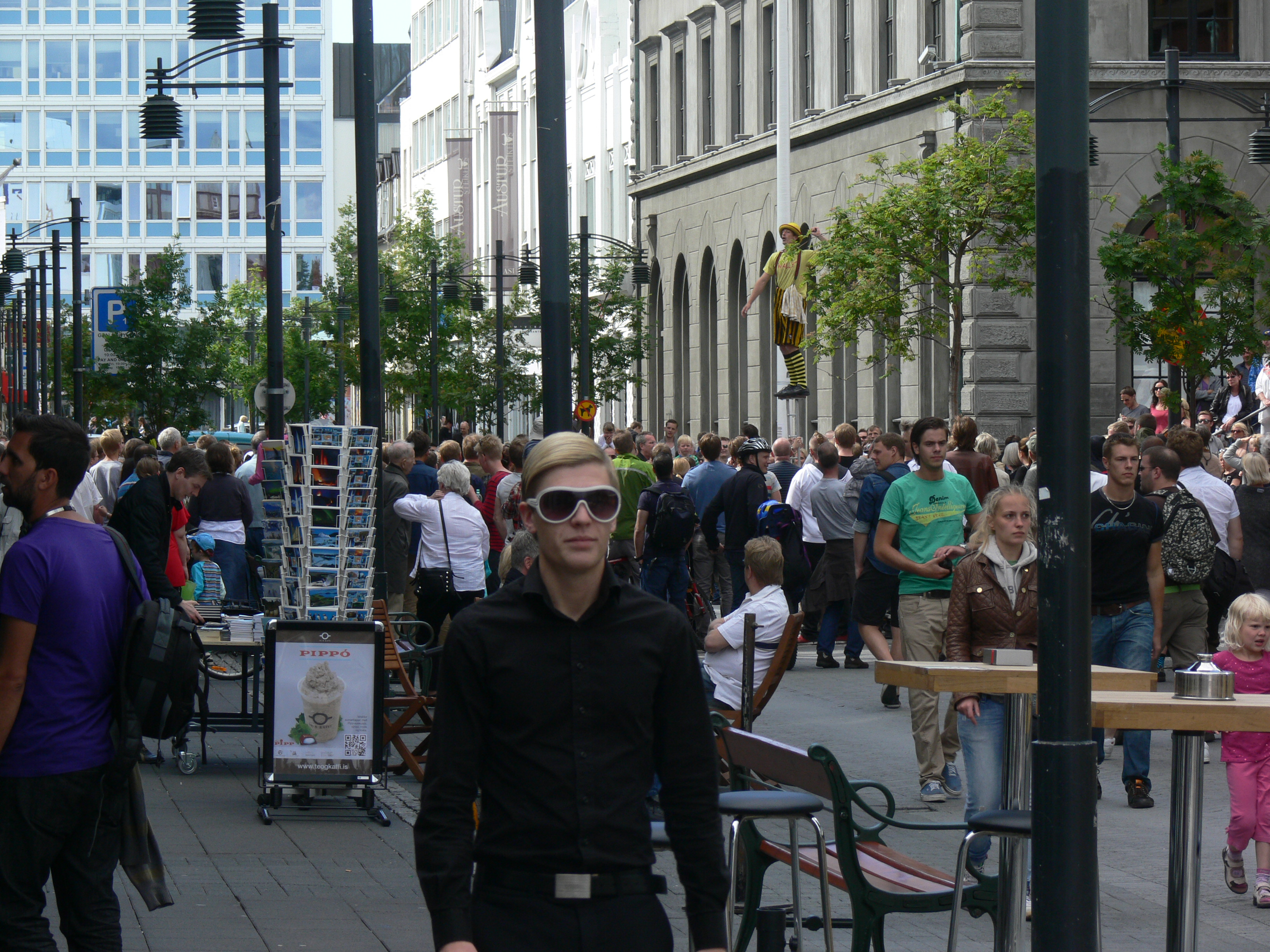
Actualment l'àrea metropolitana de Reykjavík té més de dos cents mil habitants.

### Població històrica

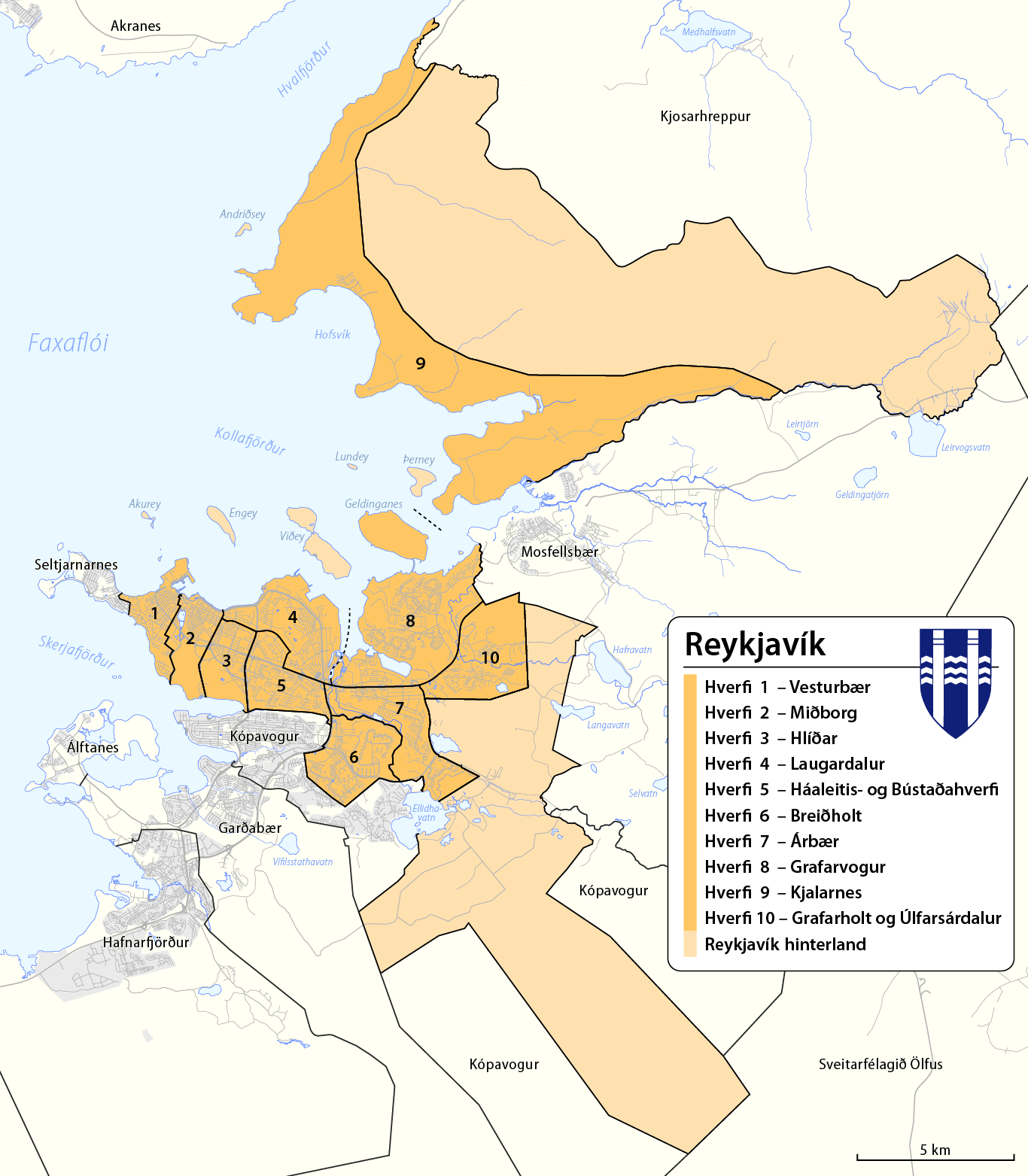
Mapa administratiu de la ciutat amb la divisió municipal de Reykjavík.

| 1801 | 1860  | 1901  | 1920   | 1930   | 1940   | 1950   | 1960   | 1970   | 1980   | 1985   | 1990   | 1995    | 2003    | 2004    | 2007    | 2009    |
| 600  | 1.450 | 6.321 | 17.450 | 28.052 | 38.308 | 55.980 | 72.407 | 81.693 | 83.766 | 89.868 | 97.569 | 104.258 | 113.387 | 113.730 | 117.721 | 119.357 |

## Economia
Reykjavík és el centre econòmic d'Islàndia, ja que en el seu terme municipal o a la seva rodalia es troben les seus de les principals empreses islandeses. L'economia de la ciutat igual que la de la majoria de les capitals dels països desenvolupats té la seva base en el sector de serveis i posseeix a més algunes indústries i laboratoris de biotecnologia o enginyeria genètica .
Tant el sector secundari com en l'agricultura i la ramaderia tenen una importància mínima dins de l'economia local, però la pesca si que té una importància considerable, ja que a la ciutat es troba el principal port del país que també és un dels de major importància de tots els països nòrdics.

### Principals empreses
Reykjavík, la capital d'Islàndia, és el centre de la principal regió industrial i empresarial de l'illa. Entre les seves principals empreses es troben el desenvolupador de videojocs CCP Games, l'aerolínia Icelandair, la cadena radial Ríkisútvarpið i l'empresa enginyeria biomèdica Össur.

## Clima

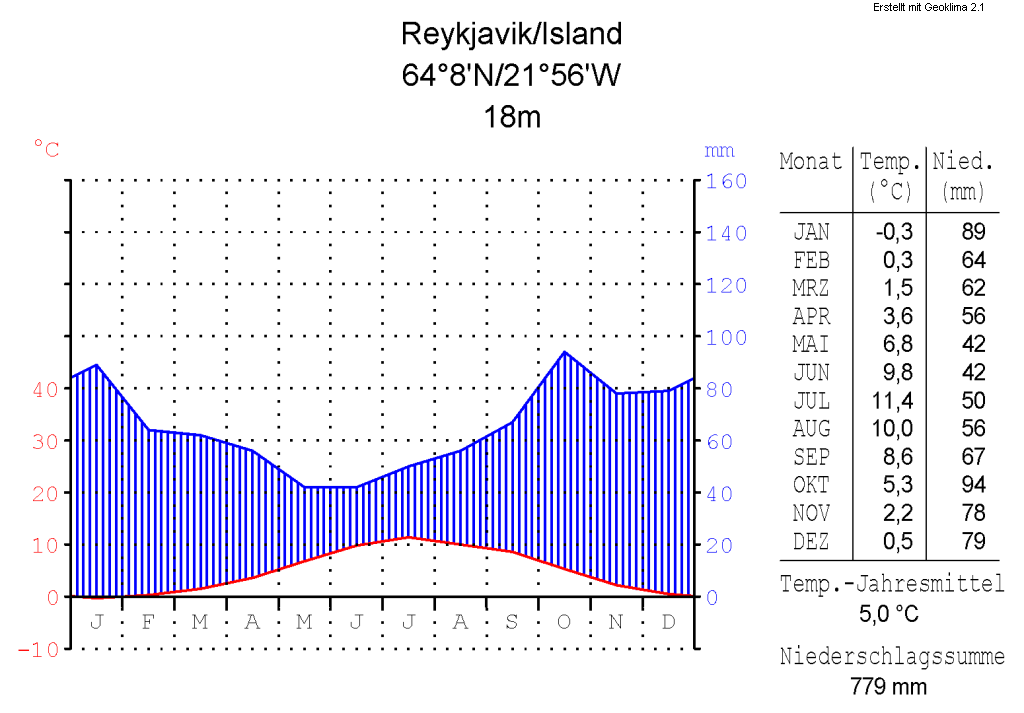
Climograma de Reykjavík

Reykjavík té un clima polar oceànic. Gràcies a la càlida corrent de l'Atlàntic Nord, Reykjavík té una temperatura mitjana anual de 12 °C, sent la temperatura mitjana al gener de 0,4 ° C. En general, Islàndia, i en particular, la seva capital, s'escapen de l'escalfament regional típic d'Euràsia, producte de la contaminació atmosfèrica, i, en no estar la seva estació meteorològica prop d'una de les illes de calor urbanes, no posseeix la típica deriva producte de la urbanització.
Les temperatures baixen poques vegades dels -15 ℃ a l'hivern, gràcies al fet que a l'hivern el clima de la costa d'Islàndia es veu moderat per les aigües càlides del corrent del Golf. Té un clima polar oceànic, i la ciutat se situa en el límit nord d'aquesta zona climàtica. La seva situació a la costa fa que sigui una ciutat amb abundant vent, i a l'hivern són comuns els vendavals. Els estius són frescos, amb temperatures que varien entre els 10 i els 15 ℃, i algunes de vegades fins i tot se superen els 20 ℃. Reykjavík no és una ciutat particularment humida, encara que la mesurava anual de dies plujosos és de 148.
Els estius secs no són comuns, no obstant, poden donar-se. A l'estiu de 2007 no va ploure durant un mes. La primavera és l'estació més assolellada, principalment maig. Reykjavík té una mitjana d'unes 1300 hores de sol a l'any, 9 comparable amb altres ciutats del nord d'Europa, com Glasgow, a Escòcia. La temperatura més elevada mai registrada a la ciutat va ser de 26,2℃, registrada el 30 de juliol de 2008, mentre que la més baixa va ser de -24,5℃, registrada el 21 de gener de 1918. La temperatura no ha baixat dels -20℃ des del 30 gener de 1971.
| Paràmetres climàtics mitjans de Reykjavík, Islàndia                 | Paràmetres climàtics mitjans de Reykjavík, Islàndia | Paràmetres climàtics mitjans de Reykjavík, Islàndia | Paràmetres climàtics mitjans de Reykjavík, Islàndia | Paràmetres climàtics mitjans de Reykjavík, Islàndia | Paràmetres climàtics mitjans de Reykjavík, Islàndia | Paràmetres climàtics mitjans de Reykjavík, Islàndia | Paràmetres climàtics mitjans de Reykjavík, Islàndia | Paràmetres climàtics mitjans de Reykjavík, Islàndia | Paràmetres climàtics mitjans de Reykjavík, Islàndia | Paràmetres climàtics mitjans de Reykjavík, Islàndia | Paràmetres climàtics mitjans de Reykjavík, Islàndia | Paràmetres climàtics mitjans de Reykjavík, Islàndia | Paràmetres climàtics mitjans de Reykjavík, Islàndia |
| Mes                                                                 | Gen.                                                | Feb.                                                | Mar.                                                | Abr.                                                | Mai.                                                | Jun.                                                | Jul.                                                | Ago.                                                | Set.                                                | Oct.                                                | Nov.                                                | Des.                                                | Anual                                               |
| ------------------------------------------------------------------- | --------------------------------------------------- | --------------------------------------------------- | --------------------------------------------------- | --------------------------------------------------- | --------------------------------------------------- | --------------------------------------------------- | --------------------------------------------------- | --------------------------------------------------- | --------------------------------------------------- | --------------------------------------------------- | --------------------------------------------------- | --------------------------------------------------- | --------------------------------------------------- |
| Temperatura màxima registrada °C (°F)                               | 10,6 (51,1)                                         | 9,9 (49,8)                                          | 12,4 (54,3)                                         | 14,7 (58,5)                                         | 20,6 (69,1)                                         | 24,4 (75,9)                                         | 26,2 (79,2)                                         | 24,8 (76,6)                                         | 18,5 (65,3)                                         | 16,6 (61,9)                                         | 13,3 (55,9)                                         | 12,0 (53,6)                                         | 26,2 (79,2)                                         |
| Temperatura mínima registrada °C (°F)                               | −19,7 (−3,5)                                        | −19,4 (−2,9)                                        | −16,4 (2,5)                                         | −16,4 (2,5)                                         | −7,7 (18,1)                                         | −0,7 (30,7)                                         | 1,0 (33,8)                                          | −0,4 (31,3)                                         | −4,4 (24,1)                                         | −10,6 (12,9)                                        | −15,1 (4,8)                                         | −16,8 (1,8)                                         | −19,7 (−3,5)                                        |
| Temperatura diària màxima °C (°F)                                   | 3,3 (37,9)                                          | 3,6 (38,5)                                          | 4,5 (40,1)                                          | 7,3 (45,1)                                          | 10,3 (50,5)                                         | 13,4 (56,1)                                         | 15,2 (59,4)                                         | 14,6 (58,3)                                         | 11,8 (53,2)                                         | 7,8 (46)                                            | 4,9 (40,8)                                          | 3,8 (38,8)                                          | 8,4 (47,1)                                          |
| Temperatura diària mínima °C (°F)                                   | −1,3 (29,7)                                         | −1,8 (28,8)                                         | −0,9 (30,4)                                         | 1,3 (34,3)                                          | 4,0 (39,2)                                          | 7,6 (45,7)                                          | 9,4 (48,9)                                          | 8,9 (48)                                            | 6,6 (43,9)                                          | 2,8 (37)                                            | 0,1 (32,2)                                          | −1,2 (29,8)                                         | 3,0 (37,4)                                          |
| Precipitació total mm (polzades)                                    | 80,6 (3,2)                                          | 85,9 (3,4)                                          | 81,4 (3,2)                                          | 56,0 (2,2)                                          | 52,8 (2,1)                                          | 44,2 (1,7)                                          | 52,7 (2,1)                                          | 68,6 (2,7)                                          | 71,8 (2,8)                                          | 74,3 (2,9)                                          | 79,5 (3,1)                                          | 94,3 (3,7)                                          | 841,9 (33,1)                                        |
| Font: Iceland Met office: Monthly Averages for Reykjavik Agost 2010 |                                                     |                                                     |                                                     |                                                     |                                                     |                                                     |                                                     |                                                     |                                                     |                                                     |                                                     |                                                     |                                                     |

## Administració
D'acord amb la Llei 45/1998 la ciutat és governada per l'alcalde que és triat democràticament pels ciutadans majors de 18 anys per un termini de 4 anys. El Consell Municipal està format per 15 membres que s'encarreguen d'administrar els diferents camps de la ciutat sota el mandat de l'alcalde de la ciutat.

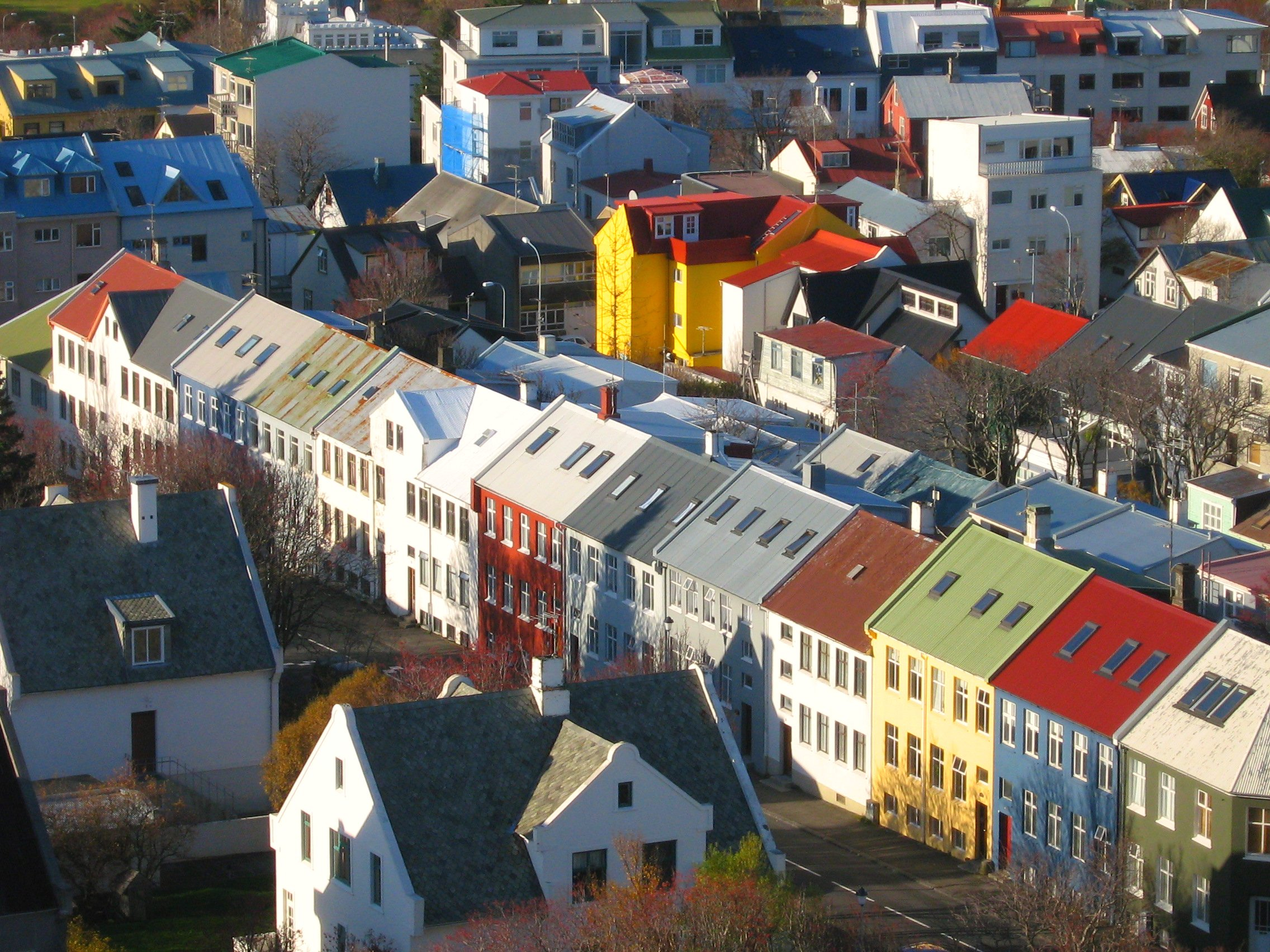
Típiques cases islandeses al centre de Reykjavík

## Transport

### Carreteres
Islàndia té una de les taxes d'automòbils per capita més altes del món (522 per cada 1.000 habitants) malgrat que a Reykjavík (on s'hi troba prop de la meitat de la població nacional) no pateix problemes greus de congestió, ja que amplies carreteres de diversos carrils discorren per totes les zones de la ciutat concentrant així els diferents barris i suburbis. A diferència de capitals nacionals Reykjavík tampoc pateix problemes per falta de places d'estacionament, ja que aquestes són bastant abundants.
A més del transport privat existeix un mitjà de transport públic compost per autobusos que és conegut com a Strætó bs. La Hringvegur que discorre pels afores de la ciutat la connecta amb la resta de localitats d'Islàndia.

### Ports

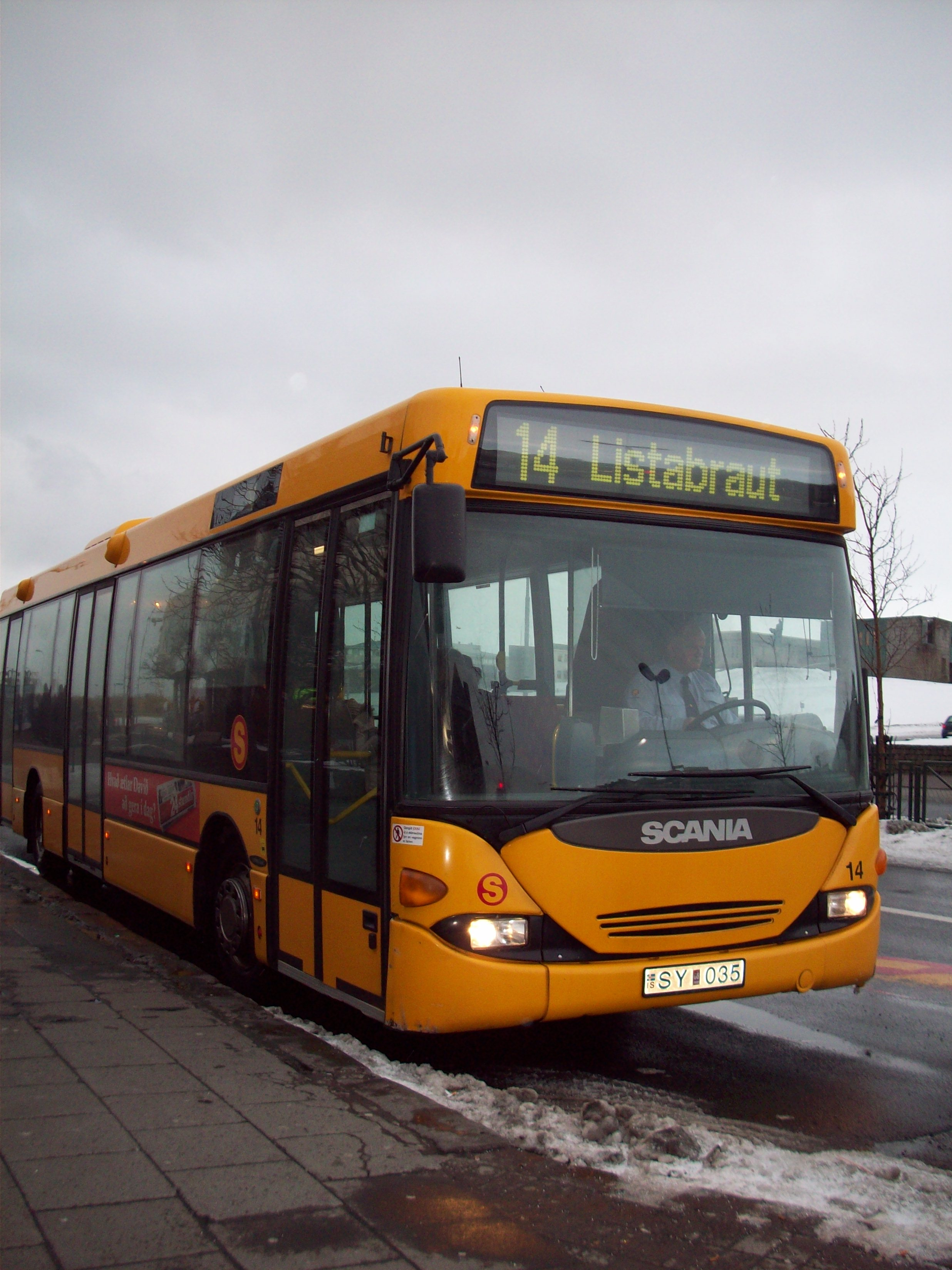
Autobús públic de la ciutat

La ciutat posseeix dos ports marítims, el port vell que és utilitzat pels pescadors i els creuers turístics i el port de Sundahöfn ubicat a la zona est que és el port més gran d'Islàndia i és el que s'utilitza per a mercaderies i contenidors.

### Ferrocarrils
A causa de l'abrupte que és el terreny a Islàndia no hi ha ferrocarrils però a Reykjavík s'utilitzen a manera d'exposició velles locomotores que van servir per construir infraestructures com ara l'antic port.

### Aeroports
L'Aeroport de Reykjavík que està situat dins de la ciutat és el que li dona servei en vols a nivell nacional, vols a Dinamarca o a les illes Fèroe i vols xàrter. El principal aeroport que dona servei a la ciutat i al país sencer és l'Aeroport de Keflavík, que està situat a 50 km de Reykjavík i compta amb nombroses destinacions internacionals com París, Barcelona o Madrid, que permeten volar a gairebé qualsevol lloc del món .

## Educació
Els centres d'educació superior de la ciutat són: 
| Universitat                | Fundació | Nom en islandès       | Tipus   |
| -------------------------- | -------- | --------------------- | ------- |
| Universitat de Ipapii      | 1911     | Háskóli Íslands       | Pública |
| Universitat de Reykjavík   | 1998     | Háskólinn í Reykjavík | Privada |
| Acadèmia d'Arts d'Islàndia | 1998     | Listaháskóli Íslands  | Privada |

## Esports

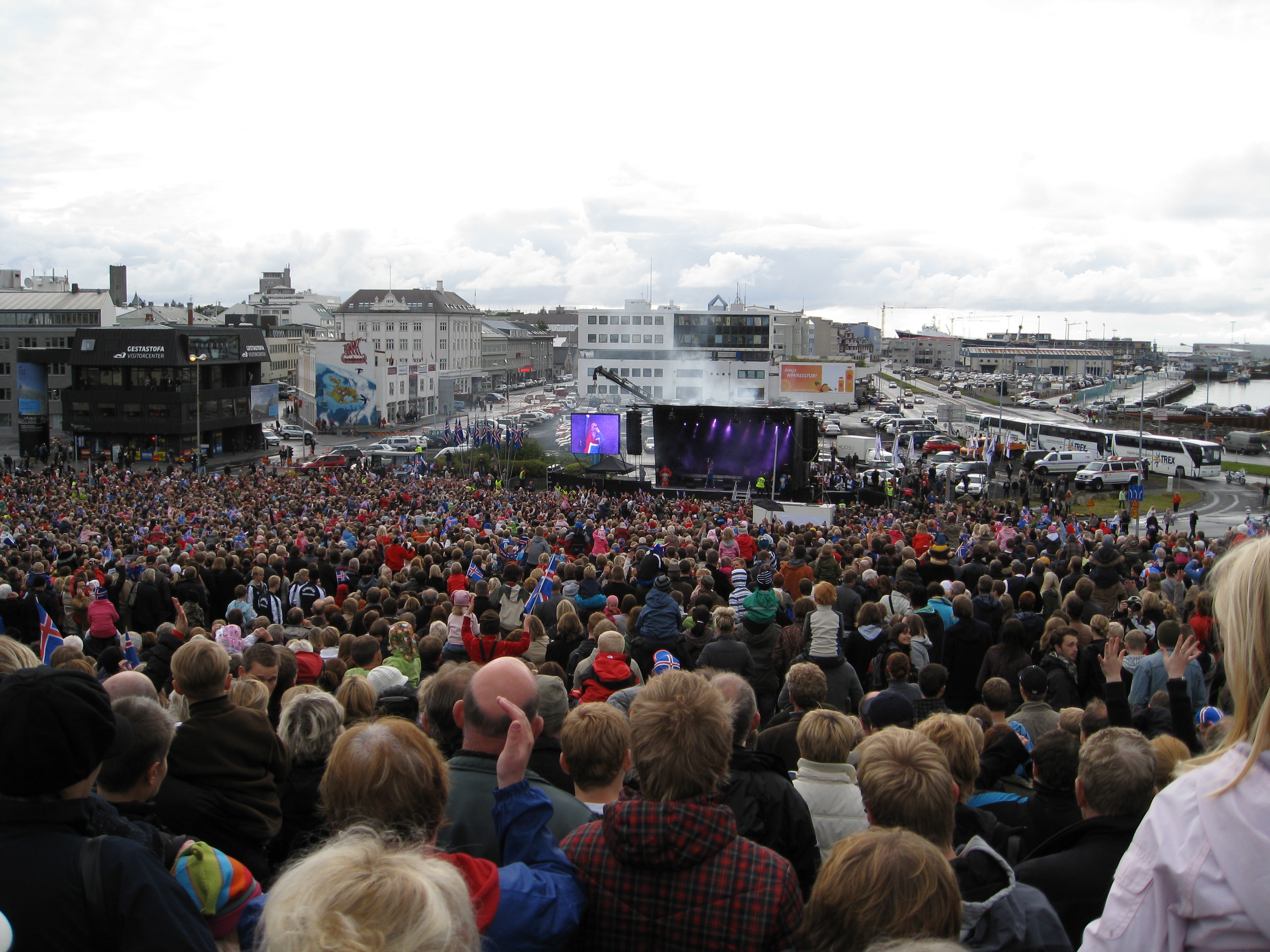
Rebuda a Reykjavík de la Selecció Nacional de Handbol, subcampiona a les Olimpíades de Pequín

Els esports més populars són el futbol i l'handbol que acaparen més del 60% d'aficionats a l'esport. En futbol, el principal equip de la ciutat i del país és el KR Reykjavík, tot i que també és important el Valur. En handbol destaca la Selecció d'handbol d'Islàndia, que té la seu a la ciutat i que en els Jocs Olímpics de Pequín 2008 fou subcampiona olímpica.
L'estadi Laugardalsvöllur que és el de major capacitat de tot el país i el que serveix com a seu a la Selecció Nacional de Futbol i al Knattspyrnufélagið Fram es troba localitzat a la ciutat.

## Llocs d'interès
A la ciutat s'hi troben les institucions governamentals, les biblioteques i els museus, la universitat i institucions de recerca, les oficines centrals de comunicació (ràdio, televisió i diaris), els teatres professionals i orquestres, les corts de justícia, piscines a l'aire lliure i estadis d'esports, línies marítimes, aèries i companyies de transport col·lectiu, factories i plantes processadores de peix.
Els edificis més importants són el Parlament (construït el 1881) i la casa de Govern (a mitjans el segle xviii) ambdós en el districte de Miðborg, entre el port i el llac Tjörnin. A prop hi ha la Biblioteca i el Teatre Nacional, situats junts darrere d'una estàtua del primer colonitzador. En l'àrea universitària hi ha la universitat i els seus hotels d'estudiants, el Museu Nacional d'Islàndia i la Casa Nòrdica (dissenyada pel famós arquitecte finlandès Alvar Aalto). Hi ha nombroses esglésies antigues i noves, entre la vella catedral prop del Parlament i l'altíssima nova Hallgrímskirkja. El 20 d'agost de 2011 es va inaugurar l'edifici Harpa.

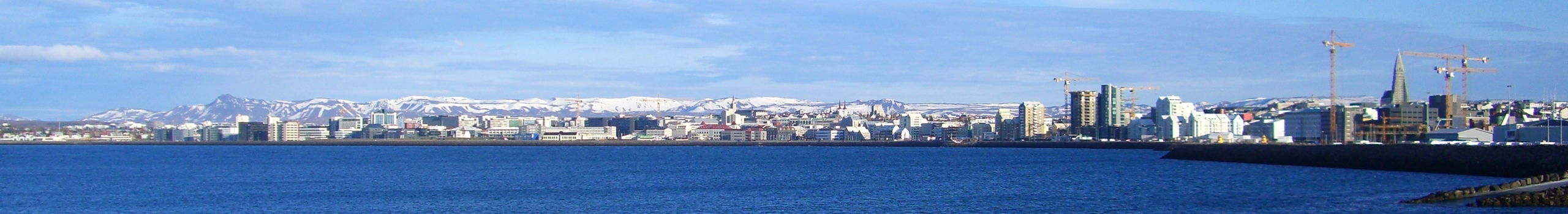
Foto panoràmica de la costa nord de Reykjavík, vista des d'Örfirisey.

El Museu Folklòric d'Arbaer, en un dels suburbis de l'est, exhibeix velles cases de òòReykjavík reconstruïdes en el seu estil original, com així també una església rural tradicional i una granja, ambdues amb sostres de torba i pastura. Un dels millors rius de salmons va a través del sector est de la capital. Cal destacar també el Jardí Botànic de Reykjavík, Hortus Botanicus Reykjavicensis que és el més gran dels que existeixen a Islàndia.

## Residents il·lustres
- Halldór Laxness: Escriptor guanyador del Premi Nobel de Literatura.
- Arnaldur Indriðason: Escriptor islandès.
- Jóhanna Sigurðardóttir: Ex-primera ministra d'Islàndia.
- Vigdís Finnbogadóttir: Política islandesa, primera presidenta d'Islàndia entre 1980 i 1996.
- Halldór Már Stefánsson: Cantautor i guitarrista.
- Hilmar Örn Hilmarsson: Cap goði de la Íslenska Ásatrúarfélagið (Associació Islandesa de la confessió Ásatrú).
- Björk Guðmundsdóttir: Cantant i compositora.
- Anna Thorvalsdóttir: Compositora
- Hera Björk: Cantant islandesa que representà al seu país a Eurovisió 2010.
- Paul Oscar: Cantant que representà al seu país al Festival de la Cançó d'Eurovisió 1997.
- Selma Björnsdóttir: Cantant que representà a Islàndia en dos ocasions al Festival de la Cançó d'Eurovisió.
- Eiður Guðjohnsen: Futbolista del F.C. Barcelona i Chelsea F.C, entre d'altres.
- Auòur Ava Ólafsdóttir: escriptora

## Ciutats germanes
La ciutat de Reykjavík ha firmat protocols d'agermanament de ciutats amb:
| - Caracas, Veneçuela. - Buenos Aires, Argentina. - Copenhaguen, Dinamarca. - Hèlsinki, Finlàndia. - Nuuk, Groenlàndia. - Vic, República Catalana | - Kingston upon Hull, Regne Unit. - Oslo, Noruega. - Seattle, Estats Units. - Estocolm, Suècia. - Sant Petersburg, Rússia. | - Tórshavn, Illes Fèroe. - Vilna, Lituània. - Winnipeg, Canadà. - Zevenaar, Països Baixos |  |